# Lucio Moreno Quintana
Lucio Manuel Moreno Quintana (* 31. August 1898 in Paris; † 28. Dezember 1979 in Buenos Aires) war ein argentinischer Jurist und Diplomat.
Er wurde als Sohn eines Diplomaten in der argentinischen Gesandtschaft in Paris geboren und schloss 1919 ein Studium der Rechtswissenschaften an der Universidad de Buenos Aires mit dem Doktorat ab. Später wirkte er unter anderem als Unterstaatssekretär im Außenministerium seines Heimatlandes. Im Januar 1946 leitete er die argentinische Delegation bei der ersten Generalversammlung der Vereinten Nationen, im April des gleichen Jahres war er darüber hinaus Delegierter bei der letzten Sitzung der Versammlung des Völkerbundes in Genf. Ab 1945 gehörte er dem Ständigen Schiedshof an. Von 1955 bis 1964 wirkte er für eine turnusgemäß neunjährige Amtszeit als Richter am Internationalen Gerichtshof in Den Haag.
Sein Großvater mütterlicherseits war Manuel Quintana, der von Oktober 1904 bis zu seinem Tod im März 1906 als argentinischer Staatspräsident fungierte.

## Werke (Auswahl)
- Derecho internacional público: Sistema Nacional de Derecho y Política Internacional. Buenos Aires 1950 (als Mitautor)
- Derecho de asilo. Buenos Aires 1952
- Elementos de política internacional. Buenos Aires 1955